# 발라클리야

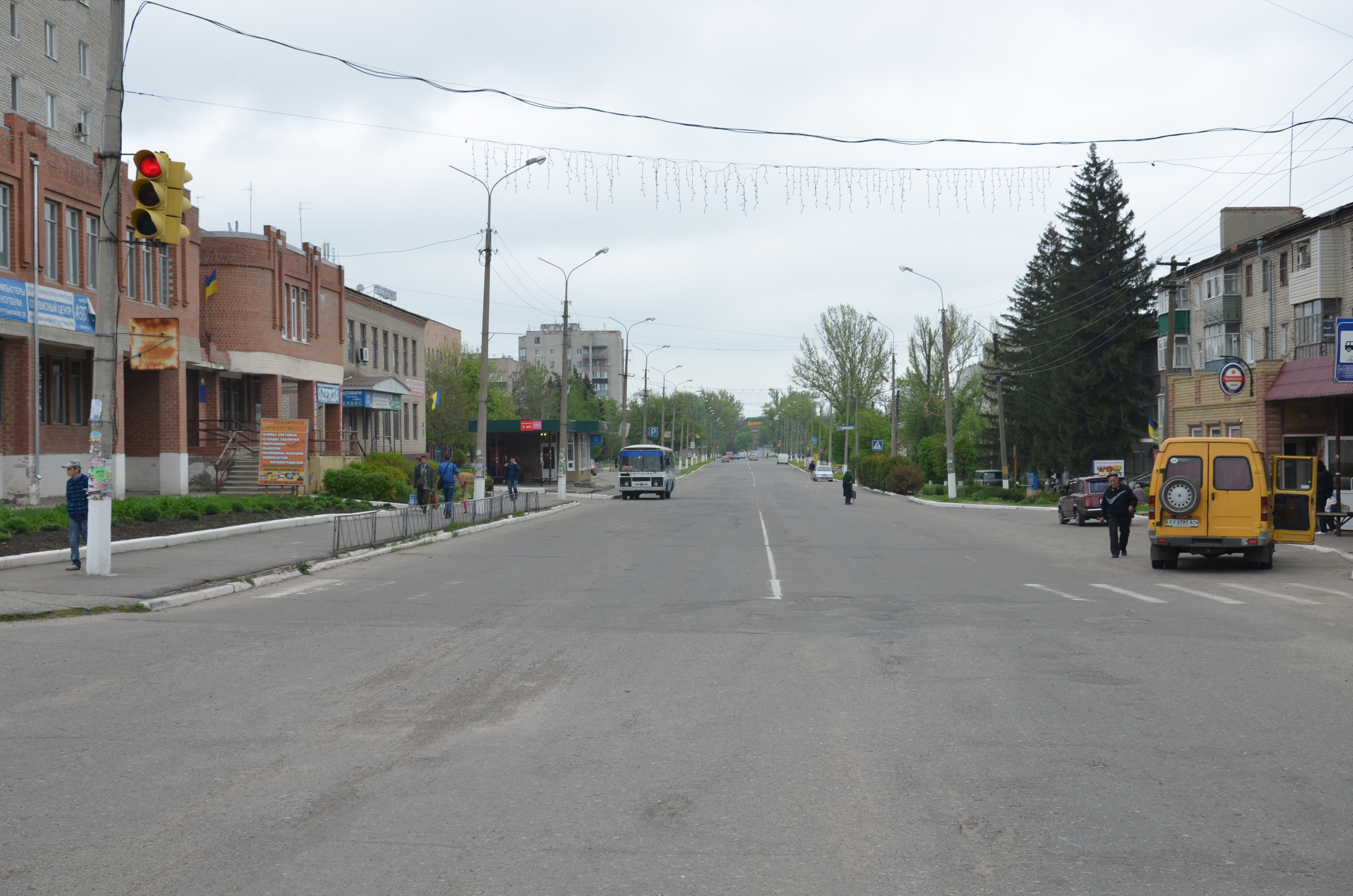

발라클리야(우크라이나어: Балаклія)는 우크라이나 동부, 시베르스키도네츠강 북동부의 하르키우주에 위치한 도시이다. 우크라이나의 주의 중요한 철도 교차로이다.

## 지명
'발라클리야'는 시베르스키도네츠강의 강줄기인 발라클리야강의 이름에서 비롯된 것이다. 이 강의 이름은 물고기강(fish river)을 의미하는 튀르크어족에서 비롯된다.

## 최근 역사
제2차 세계 대전 기간 중 이 도시는 1941년 12월 10일부터 1943년 2월 5일까지 독일 국방군에 점령되었다.
2022년 9월 6일 우크라이나군은 이 도시에 대해 역공세를 시작했다.